# Đài Phát thanh Nhân dân Trung ương
Đài Phát thanh Nhân dân Trung ương (CNR; tiếng Trung: 中央人民广播电台) là mạng lưới phát thanh quốc gia của Trung Quốc, có trụ sở chính tại Bắc Kinh.